# AFGL 2298
AFGL 2298, IRAS 18576+0341 — яркая голубая переменная в созвездии Орла, близко к плоскости Галактики. Расстояние определено неточно, оценки расстояния находятся в пределах от 7 до 13 кпк. Несмотря на большую светимость излучение звезды испытывает сильное покраснение при прохождении межзвёздной среды, поэтому видимая звёздная величина ярче в длинноволновой части спектра.
AFGL 2298 обладает абсолютной болометрической звёздной величиной −11.25, благодаря чему является одной из известных звёзд с наибольшей светимостью. Многие из наиболее горячих звёзд и звёзд с наибольшей светимостью являются яркими голубыми переменными или другими звёздами ранних спектральных классов. Но, как и все яркие голубые переменные, AFGL 2298 проявляет признаки высокой переменности, а указанная болометрическая звёздная величина относится к максимальной светимости. Принадлежность звезды к классу ярких голубых переменных была подтверждена в 2003 году.
Как и большинство чрезвычайно массивных звёзд, AFGL 2298 испытывает потерю массы. Например, в 2005 году по оценкам звезда теряла 3.7·10−5 массы Солнца в год, хотя темп потери массы часто и существенно меняется. Теряемое вещество распространяется в форме туманности вокруг звезды (как у AG Киля), изображение этого вещества получено на телескопе VLT в 2010 году. Туманность имеет почти круговую форму, свойства пыли, по всей видимости, одинаковы во всей туманности.
|             | Эффективная температура (K) | Темп потери массы (масса Солнца/год) | Болометрическая светимость (светимость Солнца) |
| ----------- | --------------------------- | ------------------------------------ | ---------------------------------------------- |
| Июнь 2001   | 11700                       | 4,5·10−5                             | 1,5·106                                        |
| Август 2002 | 10900                       | 1,2·10−4                             | 1,3·106                                        |
| Июнь 2006   | 10300                       | 5,2·10−5                             | 2,0·106                                        |
| Май 2007    | 10900                       | 4·10−5                               | 1,5·106                                        |